# 専門職

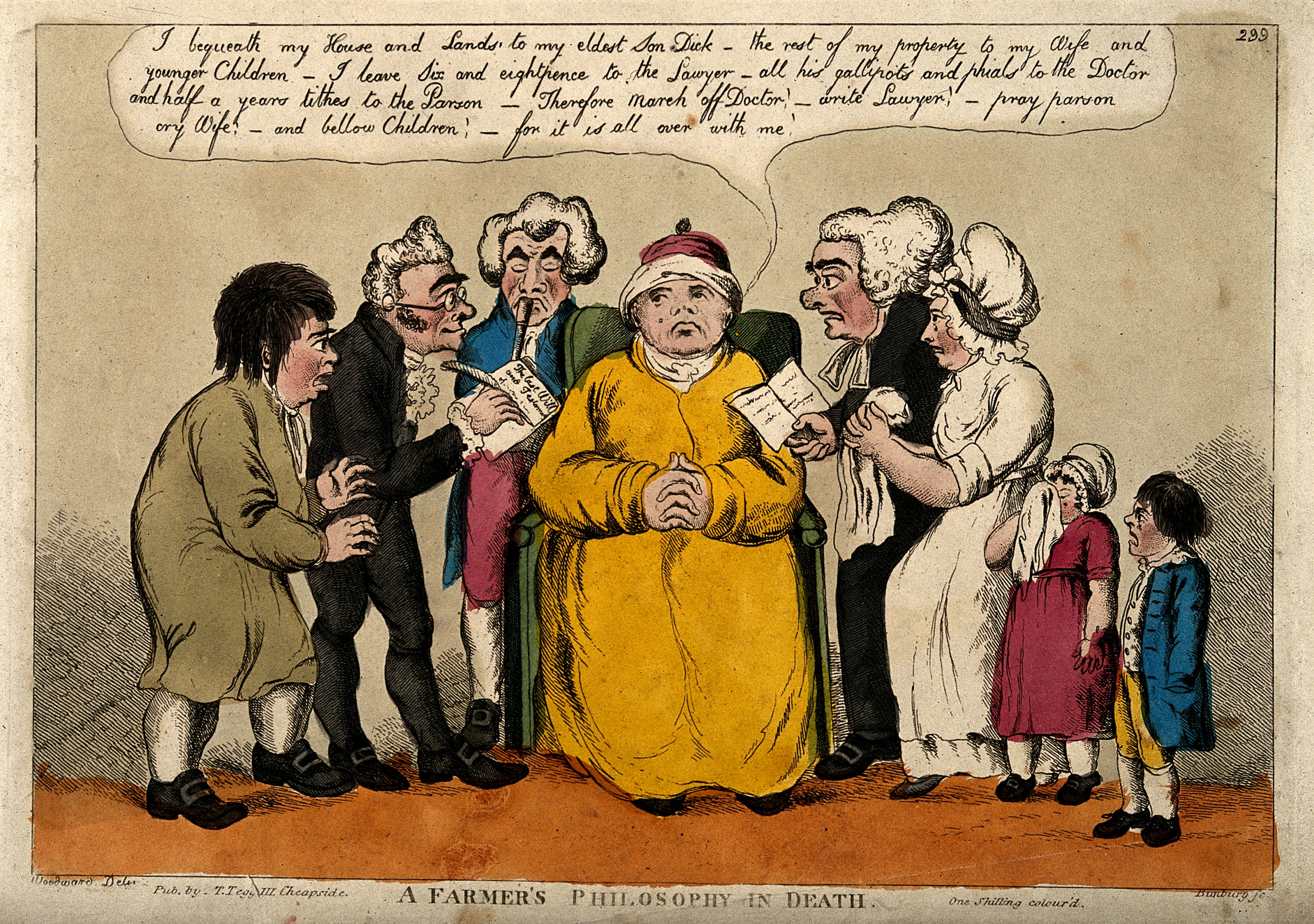
医師、牧師、弁護士と相談する農民を描いた、19世紀のエッチング画

専門職（せんもんしょく）とは、専門性を必要とする職のことである。現代の日本においては、国家資格を必要とする職業を指すことが多いが、近年では高度な専門知識が必要となる仕事については、国家資格を不要とする仕事でも専門職と呼称することも多い。他にも、「職能団体を有すること（学会が存在する）」「倫理綱領が存在する」という要件をもって専門職の定義とする見解もある。
また、国家資格を要する職業であっても職種により、専門職と呼ばれないこともある。法律系、会計系、医療系の専門職に就いている人は、氏名に先生を付けて呼ばれることも多い。

## 労働基準法における専門職
厚生労働省告示にて「労働基準法第14条1項1号に基づき、厚生労働大臣が定める高度な専門知識のあるもの」の基準として、以下が挙げられている。
- 博士の学位を有する者
- 公認会計士、医師、歯科医師、獣医師、弁護士、一級建築士、税理士、薬剤師、社会保険労務士、不動産鑑定士、技術士又は弁理士のいずれかの資格を有する者
- ITストラテジスト試験（旧システムアナリスト試験）又はアクチュアリー試験に合格している者
- 特許法に規定する特許発明の発明者、意匠法に規定する登録意匠を創作した者又は種苗法に規定する登録品種を育成した者
- 大学卒で実務経験5年以上、短大・高専卒で実務経験6年以上又は高校卒で実務経験 7年以上の農林水産業の技術者、鉱工業の技術者、機械・電気の技術者、土木・建築の技術者、システムエンジニア又はデザイナーで、年収が1075万円以上の者
- システムエンジニアとしての実務経験5年以上を有するシステムコンサルタントで、年収が1075万円以上の者
- 国等によりその有する知識等が優れたものであると認定され、上記に掲げるものに準ずるものとして厚生労働省労働基準局長が認める者。

以上のものは、有期労働契約の契約期間上限が原則3年のところ、例外として5年に延長される。

## 官庁の専門職
官庁ではもともと役職の名称として「専門職」を使用している。
人事や予算に関する事務を担当する者の場合、管理職にあたる場合もある。
管理職の例として、
沖縄総合事務局の職員管理専門職、
消費者庁、総務省、文部科学省の専門職、
法務省の矯正専門職、
経済産業省の管理審査専門職、人事専門職、予算決算専門職、厚生専門職、
資源エネルギー庁の技術統括専門職　人事専門職　会計専門職　予算決算専門職、
特許庁の人事専門職　会計専門職、　
中小企業庁の人事専門職　会計専門職、
北海道開発局の開発専門職（人事又は職員団体に関する事務を担当する者）　
原子力規制委員会、人事専門職　会計専門職（人事又は予算に関する事務を担当する者）などが該当している。
標準的な官職を定める政令においては、係長級の官職に「専門職」、課長補佐級の官職に「専門官」が例として挙げられている。
2005年に天下り是正のため省庁に「専門職」新設。これはラインを外れたキャリア職員を専門職として官庁に残ることを可能とする「専門スタッフ職」としたもの。
その他の例として、防衛省・自衛隊では一般職以外は専門職である。
外務省には外務専門職や法務省専門職員などがある。
そのため、実際に専門的な知識等を有しているか等については問題とならない。
また、国税庁においては国家公務員一般職試験（大卒相当）にあたる「国税専門官採用試験」が行われており、合格者は税務職に従事する。